# Grand Prix of Saint Petersburg 2003
Grand Prix of Saint Petersburg 2003 var ett race som var den första deltävlingen i CART World Series 2003. Racet kördes den 23 februari i Saint Petersburg, Florida. Paul Tracy vann redan i sitt första race för Player's Forsythe Racing, medan debutanten Sébastien Bourdais tog en överraskande pole position. Hälften av förarna som regelbundet deltog under 2002 deltog inte i racet, ett resultat av en massflykt till IndyCar Series. Kvaliteten på de nya förarna och teamen varierade kraftigt, och startfältet var betydligt mer utspritt än någon gång under 2002.

## Slutresultat
| Plats | Förare              | Team                      | Grid | Kvaltid  |
| ----- | ------------------- | ------------------------- | ---- | -------- |
| 1     | Paul Tracy          | Forsythe Racing           | 2    | 1.10,476 |
| 2     | Michel Jourdain Jr. | Team Rahal                | 5    | 1.01,812 |
| 3     | Bruno Junqueira     | Newman/Haas Racing        | 7    | 1.01,918 |
| 4     | Mario Haberfeld     | Conquest Racing           | 6    | 1.10,865 |
| 5     | Roberto Moreno      | Herdez Competition        | 15   | 1.03,050 |
| 6     | Jimmy Vasser        | Spirit Team Johansson     | 8    | 1.01,994 |
| 7     | Tiago Monteiro      | Fittipaldi-Dingman Racing | 16   | 1.03,987 |
| 8     | Patrick Carpentier  | Forsythe Racing           | 4    | 1.01,759 |
| 9     | Joël Camathias      | Dale Coyne Racing         | 17   | 1.04,241 |
| 10    | Patrick Lemarié     | PK Racing                 | 14   | 1.02,953 |
| 11    | Sébastien Bourdais  | Newman/Haas Racing        | 1    | 1.00,928 |
| 12    | Oriol Servià        | Patrick Racing            | 9    | 1.02,062 |
| 13    | Darren Manning      | Walker Racing             | 11   | 1.02,239 |
| 14    | Mario Domínguez     | Herdez Competition        | 10   | 1.02,101 |
| 15    | Adrián Fernández    | Fernández Racing          | 3    | 1.01,749 |
| 16    | Ryan Hunter-Reay    | Spirit Team Johansson     | 12   | 1.02,306 |
| 17    | Roberto González    | Dale Coyne Racing         | 18   | 1.04,948 |
| 18    | Rodolfo Lavín       | Walker Racing             | 19   | 1.06,527 |
| 19    | Alex Tagliani       | Rocketsports Racing       | 13   | 1.02,523 |